# Oteț Kirilovo, Plovdiv
Oteț Kirilovo (în bulgară Отец Кирилово) este un sat în comuna Brezovo, regiunea Plovdiv,  Bulgaria. 

## Demografie
Componența etnică a satului Oteț Kirilovo
     Romi (1,73%)
     Bulgari (86,45%)
     Nicio identificare (11,8%)
     Altele (0%)
La recensământul din 2011, populația satului Oteț Kirilovo era de 288 locuitori. Din punct de vedere etnic, majoritatea locuitorilor (86,45%) erau bulgari, cu o minoritate de romi (1,73%). Pentru 11,8% din locuitori nu este cunoscută apartenența etnică.